# Brittany Webster
Pour les articles homonymes, voir Webster.
Brittany Webster est une fondeuse canadienne, née le 25 juin 1987 à Toronto.

## Biographie
Chez les juniors, elle dispute les Championnats du monde de la catégorie en 2006 et 2007, obtenant son meilleur résultat en 2007 à Tarvisio avec une sixième place à la poursuite. C'est aussi durant la saison 2006-2007 qu'elle signe ses premiers podiums et victoires sur la Coupe nord-américaine (3e du classement général en 2011).
Elle fait ses débuts en Coupe du monde en janvier 2009 au Parc olympique de Whistler. Elle marque ses premiers points le lendemain avec une 18e place sur la poursuite. En 2010, aux Championnats du monde des moins de 23 ans, à Hinterzarten, elle prend la cinquième place au dix kilomètres classique et la huitième place au quinze kilomètres libre.
Webster court son premier et unique championnat du monde en 2013 à Val di Fiemme, où elle est au mieux 57e au skiathlon.
Aux Jeux olympiques d'hiver de 2014, à Sotchi, elle est 49e du skiathlon, 39e du dix kilomètres classique, 12e du relais et 43e du trente kilomètres libre. 
Elle est championne du Canada du dix kilomètres classique en 2011.
Elle met un terme à sa carrière sportive en 2015.

## Palmarès

### Jeux olympiques
| Épreuve / Édition | Sprint | Sprint                           | 10 km                            | 10 km     | Skiathlon 2 × 7,5 km | 30 km | Relais | Relais   |
| Épreuve / Édition | libre  | classique                        | libre                            | classique | Skiathlon 2 × 7,5 km | 30 km | Sprint | 4 × 5 km |
| JO 2014 Sotchi    | -      | Épreuve inexistante à cette date | Épreuve inexistante à cette date | 39e       | -49e                 | 43e   | —      | -        |

Légende :
- : pas d'épreuve
- — : Non disputée par Webster

### Championnats du monde
| Édition \ Épreuve  | Sprint classique | Sprint libre                     | 10 km classique                  | 10 km libre | Skiathlon 15 km | 30 km | Sprint par équipes | Relais 4 × 5 km |
| ------------------ | ---------------- | -------------------------------- | -------------------------------- | ----------- | --------------- | ----- | ------------------ | --------------- |
| Val di Fiemme 2013 | -                | Épreuve inexistante à cette date | Épreuve inexistante à cette date | 68e         | 57e             | -     | -                  | -               |

### Coupe du monde
- Meilleur classement général : 88e en 2009.
- Meilleur résultat individuel : 18e.

#### Classements en Coupe du monde
| Année | Classement général final | Classement distance | Classement sprint |
| 2009  | 88e                      | 61e                 | -                 |

### Championnats du Canada
- Championne sur dix kilomètres classique en 2011.